# اصغر رستمی
اصغر رستمی(۱۳۳۰  در ارومیه) نماینده مردم نقده و اشنویه در انتخابات میان دوره‌ای اولین دوره مجلس شورای اسلامی بود. او با کسب ۱۴۹۹۵ رای برابر با ۷۶٫۵ درصد کل آرا به مجلس راه یافت.